# 투폴레프 Tu-154
투폴레프 Tu-154(러시아어: Туполев Ту-154)는 러시아의 투폴레프사가 제작한, 미국의 보잉 727과 동급인 항공기이다. 첫 비행연도는 1966년이며, 1982년에는 TU-154B-2를 개량한 TU-154M을 출시하였으며, 1998년에 생산이 종료되었다. 현재는 일부 국가에서 여객기로 아직까지 활동하고 있다. 후속기종으로 Tu-204가 개발되었다.

## 센카쿠
2013년 11월 중국 공군의 Tu-154 정찰기가 센카쿠 열도 북쪽 150 km까지 접근하여, 일본 항공자위대 전투기가 긴급발진했다.

## 제원
- 엔진: 3기
- 폭: 37.5m
- 길이: 48.0m
- 높이: 11.4m

Tu-154

- 최대 이륙중량: 100,000 kg
- 최대 속도: 950 km
- 최대 항속거리: 3,900 km
- 최대 좌석수: 180석
- 승무원: 3~5명(조종사, 부조종사, 항공기관사, 항법사, 무전수(소련 특유의 직책인 항공전자장비운용사와 부기관사 겸직 추정))

## 주요 운영 항공사
- 아에로플로트
- 시비르 항공
- 블라디보스토크 항공
- 고려항공
- 로시야 항공
- 크라스 항공
- 이란에어 투어
- 쿠반 항공
- 달라비아 항공
- 우즈베키스탄 항공

## 같이 보기
- 보잉 727
- 일류신 Il-62
- 투폴레프 Tu-134
- 야코블레프 Yak-40
- 투폴레프 Tu-155

## 사고 내역
2010년 기준으로 67건의 사고가 있었다.
아래는 최근 발생한 사고 17건에 대한 내용이다.
- 2016년 12월 25일, 시리아 흐메이밈 공군기지로 향하던 러시아 국방부 소속의 기체가 소치 국제공항에서 이륙 직후 흑해에 추락하여 승무원 8명을 포함한 탑승 인원 93명이 전원 사망.
- 2010년 4월 10일, 폴란드 대통령 전용기가 러시아 서부 스몰렌스크 공항 접근 도중 추락하여 대통령과 영부인, 육군 참모총장 등 탑승객 96명 전원 사망.[2]
- 2009년 7월 15일, 이란에서 아르메니아로 비행하던 이란 카스피안 항공 소속 여객기 추락, 168명 사망.
- 2006년 9월 1일, 이란에어 투어 여객기가 이란 북동부 호라산 주의 고원도시인 마슈하드 공항에서 착륙하던 중 추락, 탑승객 148명 중 80명 사망.[3]
- 2006년 8월 22일, 러시아 풀코보 항공이 흑해에서 상트페테르부르크 공항으로 비행 중 우크라이나 상공에서 뇌우로 인해 도네츠크 북쪽 45 km 지점에서 추락사고가 발생하여 170명 전원 사망.
- 2006년 8월 24일, 모스크바에서 흑해(소치)로 비행하던 시비르(Sibir) 항공기가 추락한 사건으로, 탑승객 46명 전원 사망하였으나 체첸 반군에 의한 자살 폭탄 테러로 밝혀짐.
- 2002년 7월 1일, 러시아 우파에서 스페인 바르셀로나로 향하던 Bashkirian 항공기가 스위스 상공에서 독일 소속 DHL 보잉 757F 화물기와 공중 충돌하여 71명 전원 사망.
- 2002년 2월 12일, 이란 에어투어 소속 항공기, 목적지 코라마바드(Khorramabad, 테헤란 남서쪽 230마일) 인근 산에 추락한 사고로 탑승객 119명 전원 사망.
- 2001년 10월 4일, 텔아비브 출발, 러시아 노보시비르스크 도착 예정이던 시비르항공기가 흑해에 추락해 탑승객 78명 (대부분 이스라엘인) 이 사망한 사고로, 우크라이나 군대 훈련으로 발사한 미사일에 격추된 것으로 밝혀짐.
- 2001년 7월 3일, 블라디보스토크 항공 소속 항공기가 예카테린부르크에서 블라디보스토크로 비행하던 중 이르쿠츠크 시베리안에 추락한 사건으로 탑승객 145명 전원 사망.
- 1999년 2월 24일, 중국서남항공 소속 여객기가 청두를 출발해 베이징 남동쪽 800마일 원저우 공항 접근 중 추락해 탑승객 61명 사망.
- 1998년 8월 29일, 쿠바 항공 소속 여객기가 하바나(Habana)로 비행하기 위해 쿠이토(Quito)를 이륙하자 마자 추락한 사고로 탑승객 79명 전원 사망
- 1997년 12월 15일, 타지키스탄 항공 소속 항공기가 아랍에미리트에서 추락한 사고로 85명 사망.
- 1996년 8월 29일, 모스크바에서 노르웨이로 향하던 브누코보 항공 소속 여객기가 산에 추락해 탑승객 141명 전원 사망.
- 1995년 12월 7일, 아에로플로트 여객기가 하바롭스크로 비행하던 중 사라진 사고로 탑승객 97명이 사망하였고, 나중에 태평양 해안 인근 산에서 발견됨.
- 1994년 6월 6일, 중국서북항공 소속 TU-154 항공기가 시안 센양 국제공항에서 이륙한 지 수분 만에 광저우에 추락한 사고로 탑승객 160명 전원 사망.
- 1994년 1월 3일, 바이칼 항공 소속 TU-154 항공기가 이르쿠츠크 인근 눈 덮힌 야산에 추락한 사고로 탑승객 124명 전원 사망했으며, 지상에 있던 농부도 한 명 사망.
- 1972년, 고려항공 소속 TU-154 항공기가 버드 스트라이크로 인해 소련 노보쿠즈네츠크 부근에서 추락하여 피바다가극단 배우들을 포함한 탑승객 152명 전원 사망.